# ハサンボイ・ドゥスマトフ
ハサンボイ・ドゥスマトフ（ウズベク語: Hasanboy smatov, ラテン文字転写: Hasanboy Dusmatov、1993年6月24日 - ）は、ウズベキスタンのプロボクサー。アンディジャン出身。リオデジャネイロオリンピック・パリオリンピック金メダリスト。

## 来歴

### アマチュア時代
2013年10月、世界選手権の49kg級に出場し、2回戦で敗退した。
2014年10月、アジア競技大会の49kg級に出場し、準々決勝で敗退した。
2015年10月、世界選手権の49kg級に出場し、1回戦で敗退した。
2016年8月、リオデジャネイロオリンピックのライトフライ級（49kg）に2回戦から出場し、決勝でジュベルヘン・マルティネスを3-0の判定で破り、金メダルを獲得した。
2017年9月、世界選手権の49kg級に出場し、決勝でキューバのYoahnys Argilagoに敗れ、銀メダルを獲得した。
2021年10月、世界選手権の51kg級に出場し、1回戦でカザフスタンのサケン・ビボシノフに敗退した。
2023年5月、世界選手権の51kg級に出場し、準々決勝で坪井智也を破り優勝した。
2023年10月、アジア競技大会の51kg級に出場し、2回戦でサケン・ビボシノフ、準決勝で坪井智也を破り優勝した。
2024年8月、パリオリンピックのフライ級（51kg）に出場し、金メダルを獲得した。

### プロ時代
2016年8月19日、南アフリカのゴールデン・グローブス・プロモーションズと契約を交わした。
2019年11月16日、グアナフアト州サン・ミゲル・デ・アジェンデのプラザ・デ・トロスでプロデビュー。
2021年4月3日、タシュケントのフーモ・アリーナでムフシン・キトザとWBAが新たに設置したWBAインターナショナルライトフライ級王座決定戦を行い、2回2分2秒TKO勝ちを収めて王座を獲得した。尚この興行がドゥスマトフにとって母国での初の試合となり、同じリオデジャネイロオリンピックでメダルを獲得したシャハラン・ギヤソフ（ウェルター級銀メダリスト）、ムロジョン・アフマダリエフ（バンタム級銅メダリスト）に加えてイスラエル・マドリモフとバホディル・ジャロロフら母国のボクサーたちと共演した。
2024年2月7日、WBAは、2018年11月29日のバイロン・ロハスとの再戦から5年近く指名試合を行っていないWBA世界ミニマム級スーパー王者のノックアウト・CPフレッシュマートと同級2位のドゥスマトフとの間で指名試合の交渉を行うように指令を出した。だが交渉期間内に指名試合の交渉がまとまらず同年5月27日にヒューストンのWBAオフィスをZoomで繋いで入札が行われる事となり、最低落札額は80,000ドルで報酬の割合はノックアウトが75%、ドゥスマトフは25%となった。しかし、ドゥスマトフがパリオリンピックへの出場を求め、入札がパリオリンピック終了後まで延期されることとなった。

## 戦績
- プロボクシング：7戦7勝 (5KO) 無敗

| 戦           | 日付           | 勝敗 | 時間    | 内容    | 対戦相手                           | 国籍             | 備考                                          |
| ------------ | -------------- | ---- | ------- | ------- | ---------------------------------- | ---------------- | --------------------------------------------- |
| 1            | 2019年11月16日 | ☆    | 2R 1:58 | TKO     | ヘスス・シルヴェンテス・ビラヌエバ | メキシコ         | プロデビュー戦                                |
| 2            | 2020年12月24日 | ☆    | 1R 2:55 | TKO     | オディジョン・ソキノフ             | ウズベキスタン   |                                               |
| 3            | 2021年4月3日   | ☆    | 2R 2:02 | TKO     | ムフシン・キトザ                   | タンザニア       | WBAインターナショナルライトフライ級王座決定戦 |
| 4            | 2021年12月17日 | ☆    | 4R 終了 | TKO     | ホセ・リバス                       | メキシコ         |                                               |
| 5            | 2022年5月21日  | ☆    | 3R 0:30 | TKO     | モイセス・カロ                     | メキシコ         |                                               |
| 6            | 2023年11月6日  | ☆    | 10R     | 判定3-0 | シファマンドラ・バレニ             | 南アフリカ共和国 |                                               |
| 7            | 2025年7月20日  | ☆    | 8R      | 判定3-0 | マーク・アントニオ                 | フィリピン       |                                               |
| テンプレート |                |      |         |         |                                    |                  |                                               |

## 獲得タイトル
- WBAインターナショナルライトフライ級王座